# David Mujiri
David Mujiri (în georgiană დავით მუჯირი; n. 2 ianuarie 1978, în Tbilisi) este un fost fotbalist internațional georgian. Între 1998 și 2008 a jucat 25 de meciuri pentru echipa națională de fotbal a Georgiei, marcând un gol.

## Palmares

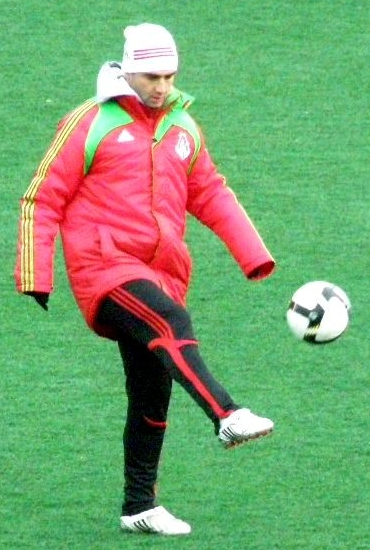
Mujiri la Lokomotiv

### Club
Dinamo Tbilisi
- Umaglesi Liga: 1997-1998
- Cupa Georgiei

Finalist: 1998
- Supercupa Georgiei: 1997

Sheriff Tiraspol
- Divizia Națională: 2000–01

Vicecampion: 1999-2000
- Cupa Moldovei: 2000/2001

Sturm Graz
- Divizia Națională: 2000–01

Vicecampion: 1999-2000
- Bundesliga Austriacă

Vicecampion: 2001-2002
Finalist: 2002

### Individual
Sheriff Tiraspol
- Golgheter – Divizia Națională: 2000–01 (17 goluri; împărțit cu Ruslan Barburoș)[4][5]